# Billboard Mainstream Rock Songs

Das Billboard-Logo

Die Billboard Mainstream Rock Songs sind  Musikcharts des Billboard Magazine, die Stücke aus den Musikrichtungen Mainstream- und Active-Rock nach der Anzahl der Radioübertragungen listen.

## Geschichte
Die Billboard Rock Albums & Top Tracks wurden erstmals am 21. März 1981 veröffentlicht. Da viele US-amerikanische Rock-Radiosender Stücke spielten, die nicht als Single veröffentlicht wurden, sollte eine Hitparade entstehen, die Titel nach der Anzahl ihrer Radioübertragungen listet. Billboard-Mitarbeiter Mike Harrison erklärte, dass dank der Mainstream-Rock-Songs-Charts „[…] nun mehr als nur ein Lied aus einem Album bekannt werden kann“. („[…] more than one song from the album can become popular.“) Die erste Nummer-eins-Platzierung erreichte der Song I Can’t Stand It von Eric Clapton.

## Meiste Nummer-eins-Hits
| Anzahl | Künstler                                        |
| ------ | ----------------------------------------------- |
| 20     | Shinedown                                       |
| 19     | Three Days Grace                                |
| 16     | Five Finger Death Punch                         |
| 14     | Foo Fighters                                    |
| 14     | Metallica                                       |
| 13     | Disturbed                                       |
| 13     | Godsmack                                        |
| 13     | Linkin Park                                     |
| 13     | Van Halen                                       |
| 11     | Papa Roach                                      |
| 11     | Volbeat                                         |
| 10     | Tom Petty (inkl. Tom Petty & the Heartbreakers) |

Darüber hinaus halten Five Finger Death Punch den Rekord für die meisten Nummer-eins-Hits in Folge. Im Juni 2024 gelang mit This Is the Way die elfte Nummer eins in Folge. Die dänische Band Volbeat stellte im März 2020 einen neuen Rekord für die meisten Nummer-eins-Hits einer europäischen Band auf, als sie zum achten Mal in ihrer Karriere die Spitzenposition einnahmen. Metallica schaffte es als erste Band, in vier Jahrzehnten mindestens einen Nummer-eins-Hit zu haben.

## Längste Nummer-eins-Platzierungen
| 21 Wochen - 2000: 3 Doors Down – Loser 20 Wochen - 2001: Staind – It’s Been Awhile 17 Wochen - 1999: Creed – Higher - 2002: 3 Doors Down – When I’m Gone 16 Wochen - 1995: Days of the New – Touch, Peel and Stand 15 Wochen - 1994: Stone Temple Pilots – Interstate Love Song - 1999: Collective Soul – Heavy | 14 Wochen - 2003: Staind – So Far Away - 2005: Green Day – Boulevard of Broken Dreams - 2007: Seether – Fake It - 2008: Disturbed – Inside the Fire 13 Wochen - 1981: The Rolling Stones – Start Me Up - 2001: Nickelback – How You Remind Me - 2004: Nickelback – Figured You Out - 2006: Three Days Grace – Pain - 2012: Three Days Grace – Chalk Outline - 2014: Foo Fighters – Something from Nothing |